# Зимові Олімпійські ігри 2022
Зимові Олімпійські ігри 2022 (англ. 2022 Winter Olympics, фр. Jeux Olympiques d'hiver de 2022, кит.: 第二十四届冬季奥林匹克运动会, офіційно XXIV зимові Олімпійські ігри) — зимові Олімпійські ігри, що проходили з 4 по 20 лютого 2022 року в Пекіні, Китайська Народна Республіка, а також частково в місті Чжанцзякоу та районі Яньцін. Попередні змагання почались 2 лютого.
31 липня 2015 року на сесії Міжнародного олімпійського комітету в Куала-Лумпурі Томас Бах оголосив, що містом, яке прийме зимові Олімпійські ігри 2022 року, стане Пекін. Пекін став першим містом, яке приймало і літні, і зимові Олімпійські ігри. Місто також стало другою столицею, яка приймала зимові Олімпійські ігри, за 70 років після норвезького Осло в 1952 році.
Після завершення XXIII зимових Олімпійських ігор на Олімпійському стадіоні в Пхьончхані, ввечері 25 лютого 2018 року мер Пекіна Чень Цзінін отримав олімпійський прапор, ознаменувавши вступ зимових Олімпійських ігор до «Пекінського циклу». 8 серпня 2018 року в Пекіні відбулася церемонія запуску глобальної колекції талісманів для зимових Олімпійських і Паралімпійських ігор 2022 року. 16 листопада 2018 року Комітет з питань дотримання та рекомендацій з питань сталого розвитку зимових Олімпійських ігор у Пекіні був офіційно створений та провів своє перше пленарне засідання.

### Слоган теми

2022 Зимові Олімпійські ігри

17 вересня 2021 року організатори представили офіційний девіз змагань: «Разом заради спільного майбутнього». Слоган відображає спільне бажання всього світу працювати разом в ім'я майбутнього.

## Вибори місця проведення
Місто-господар Олімпійських ігор 2022 визначили на сесії МОК 31 липня 2015 року. Крім Пекіна, у фіналі за проведення Олімпіади змагалося Алмати. Заявки також подали, але в остаточний перелік претендентів не були включені Львів, Краків, Стокгольм.
| Місто  | НОК       | 1-й раунд |
| Пекін  | Китай     | 44        |
| Алмати | Казахстан | 40        |

## Підготування та бюджет
Офіційно КНР заявила, що витратила на Олімпіаду 3,9 млрд дол., але незалежні дослідники вважають, що сума є значно більшою — в 10 разів, щонайменше 39,5 млрд доларів. Одним з найдорожчих проектів став запуск швидкісного потяга Fuxing, який рухається зі швидкістю 350 км за год і має 5G. Лише на будівництво дороги витратили 9,2 млрд дол. Крім того, ще 15 млрд дол. витратили на транспортні проєкти в Хебеї. Більшу суму — 59 млрд, витратила тільки Росія у 2014 році у Сочі. Також повідомлялося про корупційні ризики.

## Бойкот Олімпіади
Сполучені Штати оголосили про дипломатичний бойкот зимових Олімпійських ігор 2022 року в Китаї. На Ігри не прийде офіційна або дипломатична делегація США. Проте бойкот не стосується самих збірних: спортсменів, тренерів та інших членів команд. До бойкоту зимових Олімпійських ігор 2022 також приєднались Канада, Австралія та Велика Британія. Кожна з перерахованих країн назвала причиною бойкоту порушення прав людини в Китаї. Зокрема, вказують на «геноцид і злочини проти людства, скоєні Китаєм у Сінцзян-Уйгурському регіоні». КНР звинувачують у геноциді й нехтуванні правами уйгурського народу та інших етнічних і релігійних меншин.
31 січня 2022 року Американський фінансист і філантроп Джордж Сорос за кілька днів до відкриття зимових Олімпійських ігор у Пекіні виступив із різкою критикою лідера компартії Китаю та голови КНР Сі Цзіньпіна, назвавши його «найбільшою загрозою для відкритих суспільств у наш час». Федеральне бюро розслідувань США закликало учасників зимової Олімпіади відмовитися від особистих смартфонів через загрозу кібератак з боку китайської влади.
Індійська влада заявила, що приєднується до дипломатичного бойкоту Олімпіади в Пекіні. Це рішення викликане тим, що до естафети олімпійського вогню перед стартом змагань включили командира полку китайської армії. Раніше він брав участь у бою з індійськими військами на кордоні. Через це на церемонії відкриття та закриття Ігор не буде представника Індії, передає CNN. Проте єдиний індійський спортсмен на Іграх, гірськолижник Аріф Хан, братиме участь у змаганнях.
Через бойкот низка спонсорів Олімпіади стикнулися із труднощами. Передовсім американські спонсори. Корпорація Intel потрапила до скандалу.
4 лютого 2022 року сотні протестувальників з мусульманської уйгурської громади Китаю вийшли на мітинг у Стамбулі, щоб закликати до бойкоту зимових Олімпійських ігор у Пекіні та виступити проти ставлення Китаю до етнічної меншини.

## Вплив COVID-19
24 січня 2022 року Китай скасував місячний карантин у Сіані — північному місті з населенням приблизно 13 мільйонів людей. Влада також наказала тестувати 2 мільйони людей у Пекіні менш ніж за два тижні до початку зимових Олімпійських ігор.
У Пекіні повідомили про найбільшу кількість нових випадків коронавірусної хвороби COVID-19 з середини 2020 року — лише за кілька днів до відкриття зимових Олімпійських ігор. 24 січня організаційний комітет заявив, що серед членів делегацій на Зимових Олімпійських іграх 2022 року в Пекіні зафіксовано перший позитивний випадок захворювання коронавірусом. Серед пасажирів літака олімпійської збірної Норвегії після приземлення в Пекіні виявили коронавірус. Вірус виявили у двох співробітників адміністрації команди, тренера норвезької збірної, двох норвезьких лижниць. Станом на 31 січня, кількість хворих на COVID-19 на Олімпіаді в Пекіні сягнула 119.
2 лютого 2022 року захворіла перша українка-спортсменка біатлоністка Олена Білосюк. Перед цим позитивним тест виявився у головного тренера чоловічої біатлонної команди Юрая Санітри, сервісмена і фізіотерапевта команди. Таким чином серед команди українців вже 4 особи захворіли на COVID-19.
3 лютого 2022 року захворів український фігурист в чоловічому одиночному катанні Ігор Шмуратко.
5 лютого 2022 року перший змагальний день на XXIV зимових Олімпійських іграх для українців розпочався турніром стрибунів на лижах з трампліну, але без участі Віталія Калініченко, який отримав позитивний тест на коронавірус.

## Відкриття Олімпіади
4 лютого 2022 року відбулася церемонія відкриття Зимових Олімпійських ігор 2022, яка стала точкою старту Олімпіади-2022. Церемонія відкриття тривала понад дві з половиною години. Значну частину урочистостей зайняв вихід учасників Олімпійських ігор — усього на арену вийшли представники 91 збірної. Прапороносцями збірної України на зимовій Олімпіаді-2022 були Олександр Абраменко та Олександра Назарова.

## Закриття Олімпіади
20 лютого 2022 року на арені «Пташине гніздо» у Пекіні відбулася урочиста церемонія закриття XXIV зимових Олімпійських ігор-2022. Прапор України на параді закриття несла капітан жіночої збірної України з біатлону Олена Білосюк, олімпійська чемпіонка Олімпіади 2014 року в командній естафеті, чемпіонка світу 2013 року у спринті, 5-разова чемпіонка Європи, переможниця і призерка етапів Кубка світу з біатлону.

## Скандали
Міжнародний олімпійський комітет і Міжнародний союз ковзанярів (ISU) підтвердили відкладення церемонії нагородження призерів командних змагань з фігурного катання на зимових Олімпійських іграх 8 лютого 2022 року через юридичні проблеми. Вважається, що проблема стосується тесту на сумнівний препарат російського виробництва, який російська олімпійська чемпіонка Каміла Валієва здала ще до початку Олімпіади.

## Змагання
Проведення змагань з 15 зимових видів спорту було оголошено в рамках зимових Олімпійських ігор 2018 року. Вісім видів належать до льодових: бобслей, керлінг, ковзанярський спорт, санний спорт, скелетон, фігурне катання, хокей із шайбою і шорт-трек, а решта до лижних змагань: біатлон, гірськолижний спорт, лижне двоборство, лижні перегони, сноубординг, стрибки з трампліна та фристайл.
| - Біатлон - Бобслей - Гірськолижний спорт | - Керлінг - Ковзанярський спорт - Лижне двоборство | - Лижні перегони - Санний спорт - Скелетон | - Сноубординг - Стрибки з трампліна - Фігурне катання | - Фристайл - Хокей із шайбою - Шорт-трек |

## Учасники
| НОК Учасники | НОК Учасники                                                                                                  |
| --- | --- |
| - Австралія (42) - Австрія (106) - Азербайджан (2) - Албанія (1) - Американське Самоа (1) - Американські Віргінські Острови (1) - Андорра (5) - Аргентина (6) - Бельгія (19) - Білорусь (29) - Болгарія (16) - Болівія (2) - Боснія і Герцеговина (6) - Бразилія (10) - Велика Британія (50) - Вірменія (6) - Гаїті (1) - Гана (1) - Гонконг (3) - Греція (5) - Грузія (9) - Данія (62) - Еквадор (1) - Еритрея (1) - Естонія (26) - Ізраїль (6) - Індія (1) - Іран (2) - Ірландія (6) - Ісландія (5) - Іспанія (14) - Італія (118) - Казахстан (34) - Канада (217) - Киргизстан (1) - Китай (174) - Китайський Тайбей (4) - Кіпр (1) - Колумбія (3) - Косово (2) - Латвія (61) - Литва (13) - Ліван (3) - Ліхтенштейн (2) - Люксембург (2) - Мадагаскар (2) - Малайзія (2) - Мальта (1) - Марокко (1) - Мексика (4) - Молдова (5) - Монако (3) - Монголія (2) - Нігерія (1) - Нідерланди (41) - Німеччина (147) - Нова Зеландія (15) - Норвегія (83) - Олімпійський комітет Росії (216) - Пакистан (1) - Перу (1) - Південна Корея (65) - Північна Македонія (3) - Польща (57) - Португалія (3) - Пуерто-Рико (2) - Румунія (21) - Сан-Марино (2) - Саудівська Аравія (1) - Сербія (2) - Словаччина (51) - Словенія (44) - Східний Тимор (1) - США (224) - Таїланд (4) - Тринідад і Тобаго (2) - Туреччина (6) - Угорщина (14) - Узбекистан (1) - Україна (46) - Філіппіни (1) - Фінляндія (96) - Франція (86) - Хорватія (11) - Чехія (115) - Чилі (4) - Чорногорія (3) - Швейцарія (169) - Швеція (118) - Ямайка (6) - Японія (123) | |
| Брали участь у 2018, але не у 2022 | Беруть участь у 2022, але не у 2018                                                                           |
| - Бермуди - Кенія - Корея - ПАР - Північна Корея - Сінгапур - Того - Тонга | - Американське Самоа - Американські Віргінські Острови - Гаїті - Перу - Саудівська Аравія - Тринідад і Тобаго |

## Календар
Всі дати вказано згідно з місцевим часом (UTC+8)
Змагання розпочалися 2 лютого 2022 року, за два дні перед церемонією відкриття, і завершилися 20 лютого.
| ЦВ | Церемонія відкриття | ● | Кваліфікація змагань | 1 | Фінали | ПВ | Показові виступи | ЦЗ | Церемонія закриття |

| Лютий 2022                 | Лютий 2022                 | 2 Сер | 3 Чет | 4 П'ят | 5 Суб | 6 Нед | 7 Пон | 8 Вів | 9 Сер | 10 Чет | 11 П'ят | 12 Суб | 13 Нед | 14 Пон | 15 Вів | 16 Сер | 17 Чет | 18 П'ят | 19 Суб | 20 Нед | Дисциплін         |
| -------------------------- | -------------------------- | ----- | ----- | ------ | ----- | ----- | ----- | ----- | ----- | ------ | ------- | ------ | ------ | ------ | ------ | ------ | ------ | ------- | ------ | ------ | ----------------- |
| Церемонії                  | Церемонії                  |       |       | ЦВ     |       |       |       |       |       |        |         |        |        |        |        |        |        |         |        | ЦЗ     | Н/Д               |
| Біатлон                    | Біатлон                    |       |       |        | 1     |       | 1     | 1     |       |        | 1       | 1      | 2      |        | 1      | 1      |        | 1       | 1      |        | 11                |
| Бобслей                    | Бобслей                    |       |       |        |       |       |       |       |       |        |         |        | ●      | 1      | 1      |        |        | ●       | 1      | 1      | 4                 |
| Гірськолижний спорт        | Гірськолижний спорт        |       |       |        |       |       | 2     | 1     | 1     | 1      | 1       |        | 1      |        | 1      | 1      | 1      |         | 1      |        | 11                |
| Керлінг                    | Керлінг                    | ●     | ●     | ●      | ●     | ●     | ●     | 1     | ●     | ●      | ●       | ●      | ●      | ●      | ●      | ●      | ●      | ●       | 1      | 1      | 3                 |
| Ковзанярський спорт        | Ковзанярський спорт        |       |       |        | 1     | 1     | 1     | 1     |       | 1      | 1       | 1      | 1      |        | 2      |        | 1      | 1       | 2      |        | 14                |
| Лижне двоборство           | Лижне двоборство           |       |       |        |       |       |       |       | 1     |        |         |        |        |        | 1      |        | 1      |         |        |        | 3                 |
| Лижні перегони             | Лижні перегони             |       |       |        | 1     | 1     |       | 2     |       | 1      | 1       | 1      | 1      |        |        | 2      |        |         | 1      | 1      | 12                |
| Санний спорт               | Санний спорт               |       |       |        | ●     | 1     | ●     | 1     | 1     | 1      |         |        |        |        |        |        |        |         |        |        | 4                 |
| Скелетон                   | Скелетон                   |       |       |        |       |       |       |       |       | ●      | 1       | 1      |        |        |        |        |        |         |        |        | 2                 |
| Сноубординг                | Сноубординг                |       |       |        | ●     | 1     | 1     | 2     | 1     | 2      | 1       | 1      |        | ●      | 2      |        |        |         |        |        | 11                |
| Стрибки з трампліна        | Стрибки з трампліна        |       |       |        | 1     | 1     | 1     |       |       |        | ●       | 1      |        | 1      |        |        |        |         |        |        | 5                 |
| Фігурне катання            | Фігурне катання            |       |       | ●      |       | ●     | 1     | ●     |       | 1      |         | ●      |        | 1      | ●      |        | 1      | ●       | 1      | ПВ     | 5                 |
| Фристайл                   | Фристайл                   |       | ●     |        | 1     | 1     | ●     | 1     | 1     | 1      |         |        |        | 1      | 1      | 2      | 1      | 2       | 1      |        | 13                |
| Хокей із шайбою            | Хокей із шайбою            |       | ●     | ●      | ●     | ●     | ●     | ●     | ●     | ●      | ●       | ●      | ●      | ●      | ●      | ●      | 1      | ●       | ●      | 1      | 2                 |
| Шорт-трек                  | Шорт-трек                  |       |       |        | 1     |       | 2     |       | 1     |        | 1       |        | 2      |        |        | 2      |        |         |        |        | 9                 |
| Комплектів нагород на день | Комплектів нагород на день | 0     | 0     | 0      | 6     | 6     | 9     | 10    | 6     | 8      | 7       | 6      | 7      | 4      | 9      | 8      | 6      | 4       | 9      | 4      | 109               |
| Комплектів нагород загалом | Комплектів нагород загалом | 0     | 0     | 0      | 6     | 12    | 21    | 31    | 37    | 45     | 52      | 58     | 65     | 69     | 78     | 86     | 92     | 96      | 105    | 109    | 109               |
| Лютий 2022                 | Лютий 2022                 | 2 Сер | 3 Чет | 4 П'ят | 5 Суб | 6 Нед | 7 Пон | 8 Вів | 9 Сер | 10 Чет | 11 П'ят | 12 Суб | 13 Нед | 14 Пон | 15 Вів | 16 Сер | 17 Чет | 18 П'ят | 19 Суб | 20 Нед | Дисциплін загалом |

## Символіка
|                                            |  |  |
| Срібна монета XXIV зимові Олімпійські ігри |  |  |

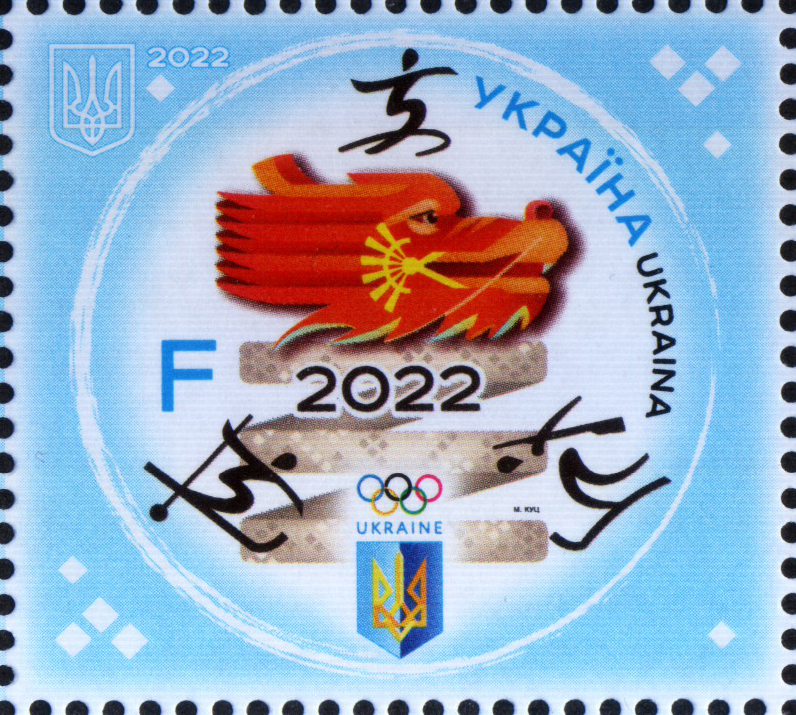
Марка Укрпошти «Пекін - 2022» (2022)

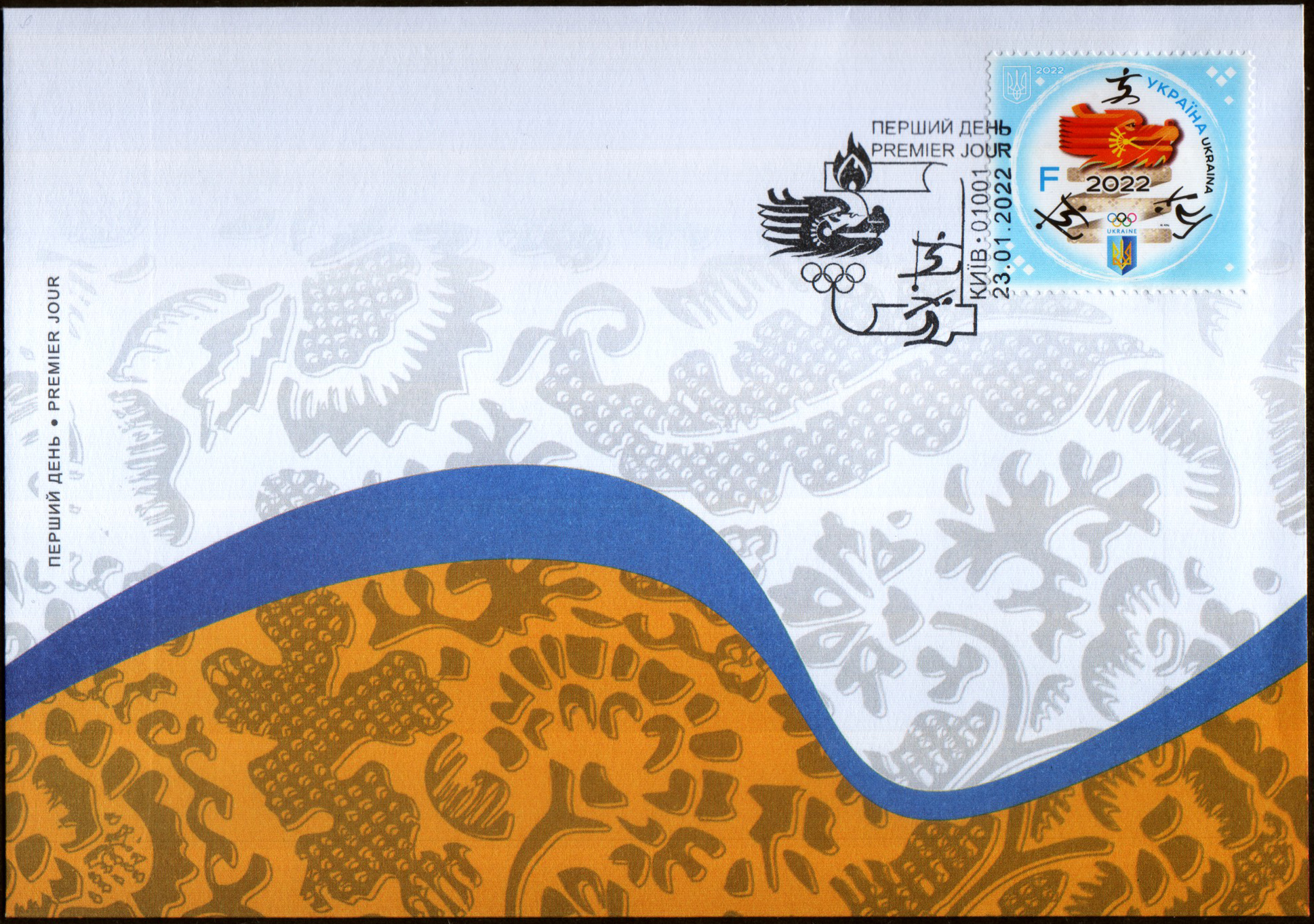
Конверт Укрпошти «Пекін - 2022» зі спецпогашенням (2022)

Національний банк України 18 січня 2022 року випустив дві ювілейні монети, присвячені змаганням, одна з яких срібна (XXIV зимові Олімпійські ігри), а інша з нейзильберу (XXIV зимові Олімпійські ігри (монета)).
Укрпошта 23 січня 2022 року до XXIV зимових Олімпійських ігор випустила марку «Пекін - 2022» і конверт. Спецпогашення марки штемпелем «Перший день» відбулося 23 січня під час урочистої церемонії проводів олімпійської збірної команди України до Китаю. Дизайн марки та штемпеля спецпогашення «Перший день» розробила Марія Куц, яка поєднала на марці піктограми окремих зимових видів спорту, які за стилем нагадують китайські ієрогліфи з елементами традиційної культури Китаю. В центрі композиції – зображення символу Китаю - дракона, який втілює силу та розум.  У центрі марки цифри 2022 – рік проведення Зимових Олімпійських ігор. Завершує композицію емблема Національного олімпійського комітету України.  Блакитне тло марки асоціюється з кольором зими, символізує чистоту криги і снігу, уособлює мрії та майбутнє.